# Ковальчук Сергій Михайлович
Сергій Михайлович Ковальчук (26 квітня 1973, Рокитне, Бобровицький район, Чернігівська область, Українська РСР — 30 квітня 2016, Старомихайлівка, Донецька область, Україна — молодший сержант Збройних сил України, учасник війни на сході України, старший навідник СПГ-9 (14-та окрема механізована бригада).

## З життєпису
Навчався в Пісківській ЗОШ І-ІІІ ст. ім. П. Г. Тичини. У травні 2015 року пішов служити добровольцем до ЗСУ. На війні писав вірші на воєнну тематику.
По смерті залишилися дружина, син та донька.

## Нагороди і вшанування
- Указом Президента України № 58/2017 від 10 березня 2017 року «за особисту мужність, виявлену у захисті державного суверенітету та територіальної цілісності України, самовіддане виконання військового обов'язку» нагороджений орденом «За мужність» III ступеня (посмертно)[1].
- Почесний громадянин Сокальської міської територіальної громади (2024; посмертно)[2]